# ريكاردو أفيلا
ريكاردو أفيلا (بالإسبانية: Ricardo Ávila)‏ (4 يناير 1997 ببنما في بنما - ) هو لاعب كرة قدم بنمي في مركز الوسط، شارك في كأس العالم 2018. وشارك مع منتخب بنما لكرة القدم. أما مع النوادي، فقد لعب مع نادي غينت.

## وصلات خارجية
- ريكاردو أفيلا على موقع الاتحاد الدولي (مؤرشف)  (الإنجليزية)
- ريكاردو أفيلا على موقع إي إس بي إن إف سي (الإنجليزية)
- ريكاردو أفيلا على موقع قاعدة بيانات كرة القدم.إي يو (الإنجليزية)
- ريكاردو أفيلا على موقع ليكيب (الفرنسية)
- ريكاردو أفيلا على موقع ناشيونال فوتبول تيمز (الإنجليزية)
- ريكاردو أفيلا على موقع Soccerbase.com (لاعب) (الإنجليزية)
- ريكاردو أفيلا على موقع Soccerway.com (الإنجليزية)
- ريكاردو أفيلا على موقع عالم كرة القدم.نت (الإنجليزية)